# Bill Hugg
Gunnar Bill Tore Hugg, född 26 maj 1955 i Harmånger, död 15 januari 2023 i Möllevångens distrikt i Malmö, var en svensk skådespelare.
Hugg gick ut Statens scenskola i Malmö 1978   och spelade bland annat på Malmö Stadsteater, Unga Teatern, Bruksteatern och Riksteatern. Han hade rollen som Terje i den svenska uppsättningen av Mamma Mia!. För den stora flertalet var han känd som den snälle Rasmus Fagerlind i SVT:s dramaserie Andra Avenyn.
Han drev sitt filmproduktionsbolag Bill Hugg AB. Hugg var gift med skådespelaren Katarina Lundgren-Hugg. 
Hugg avled i januari 2023 i sviterna av en hjärntumör. Han är begravd på Gamla kyrkogården i Malmö.

## Filmografi
- 1987 – Sanning och konsekvens – Derek
- 1995 – Mördare utan ansikte – Sten Widén
- 1999 – Offer och gärningsmän (TV-serie) – Tony Verdiccio
- 1999 – Pierre Robert, älskling – Frank
- 2000 – Ronny & Julia (TV-serie) – granmannen
- 2000 – Vi behöver ingen Yoko Ono
- 2003 – De drabbade (TV-serie) – Hammar
- 2003 – Capricciosa – Tomas
- 2003 – Kommer du med mig då – Paulas far
- 2005 – Kvalster – Thomas
- 2007 – Beck – Det tysta skriket – uteliggare vid Slussen
- 2007–2010 – Andra Avenyn – Rasmus Fagerlind
- 2011 – The Stig-Helmer Story– Julle
- 2011 – Barda – Livläkaren och Furste Acklan
- 2011 – Hur många lingon finns det i världen? – ryttmästaren
- 2016 – Drakhjärta (TV-serie)
- 2016 – Medan vi lever
- 2017 – Den enda vägen
- 2020 – De utvalda (TV-serie)
- 2020 – Rebecka Martinsson (TV-serie)
- 2021 – Tunna blå linjen (TV-serie) – avsnitt 8

## Teater

### Roller (ej komplett)
| År   | Roll           | Produktion                                                          | Regi             | Teater                                        |
| ---- | -------------- | ------------------------------------------------------------------- | ---------------- | --------------------------------------------- |
| 1974 | Medverkande    | Galilei (Leben des Galilei) Bertolt Brecht                          | Alf Sjöberg      | Dramaten                                      |
| 1986 | Pjotr          | Husets herre (Мещане, Mesjtjane) Maksim Gorkij                      | Barbro Larsson   | Malmö Stadsteater                             |
| 1988 |                | Bröderna Lejonhjärta Astrid Lindgren                                | Eva Sköld        | Malmö stadsteater                             |
| 1988 |                | Måsen (Чайка, Tjajka) Anton Tjechov                                 | Ronnie Hallgren  | Malmö Stadsteater                             |
| 1997 |                | Lilla Fransyskan (Pyjamas pour six) Marc Camoletti                  | Jan Hertz        | Palladium                                     |
| 1997 |                | Prosit! Kommissarien (Busybody) Jack Popplewell                     | Jan Hertz        | Palladium                                     |
| 2003 | Franz, butler  | Sound of Music Richard Rodgers och Oscar Hammerstein                | Staffan Aspegren | Göteborgsoperan                               |
| 2017 |                | Pelle Erövraren – Den stora kampen Erik Norberg och Alexander Öberg | Alexander Öberg  | Helsingborgs stadsteater på Helsingborg Arena |
| 2017 | Enevold Brandt | Livläkarens besök Per Olov Enquist                                  | Johanna Garpe    | Malmö Stadsteater                             |
| 2019 | Charley        | En handelsresandes död (Death of a Salesman) Arthur Miller          | Dennis Sandin    | Malmö stadsteater                             |